# Liste der Monuments historiques in Aubigny-en-Plaine
Die Liste der Monuments historiques in Aubigny-en-Plaine führt die Monuments historiques in der französischen Gemeinde Aubigny-en-Plaine auf.

## Liste der Immobilien
| Bezeichnung                             | Beschreibung                                                                                            | Standort                 | Kennzeichnung | Schutzstatus | Datum     | Bild |
| --------------------------------------- | --- | ------------------------ | ------------- | ------------ | --------- | ---- |
| Domaine du Château de Magny-lès-Aubigny | Nordteil der Parkanlage, zweite Hälfte des 18. Jahrhunderts; Hauptteil und Schloss zu Magny-lès-Aubigny | südlich des Ortes (Lage) | PA00112518    | Inscrit      | 1976 2021 |      |

## Liste der Objekte
| Bezeichnung               | Beschreibung           | Standort                        | Kennzeichnung | Schutzstatus | Datum | Bild |
| ------------------------- | ---------------------- | ------------------------------- | ------------- | ------------ | ----- | ---- |
| Skulptur Heiliger Vinzenz | Stein, 17. Jahrhundert | in der Kirche St-Vincent (Lage) | PM21000103    | Classé       | 1962  |      |